# Der kommer en dag
Der kommer en dag (Er komt een dag) is een Deense dramafilm uit 2016, geregisseerd door Jesper W. Nielsen. De film is gebaseerd op ware gebeurtenissen in het jongenstehuis Godhavn in de jaren zestig. De film werd internationaal als bioscoopfilm uitgebracht onder de titel The Day Will Come en in maart 2017 door de Deense tv-zender DR 2 uitgezonden als driedelige miniserie. 

## Verhaal
In 1967 leeft de wereld toe naar de eerste maanlanding die president John F. Kennedy in 1962 in het vooruitzicht heeft gesteld met de profetische woorden "the day will come". De onafscheidelijke broers Erik (13) en Elmer (10), die ervan droomt astronaut te zijn, worden in het tehuis Gudbjerg geplaatst nadat hun moeder kanker krijgt en niet meer voor hen kan zorgen. 
De directeur leidt Gudbjerg met harde hand. Lijfstraffen en seksueel misbruik zijn schering en inslag. Al snel begrijpen de broers dat ze hun vrijheid hebben verloren. Er begint een dagelijkse strijd om te overleven. Ze proberen niet op te vallen, maar Elmers levendige astronautendromen en zijn klompvoet brengen hem constant in de problemen. Nadat hun moeder overlijdt wordt hun tijdelijk verblijf permanent. Hun oom die voor hen zou zorgen moet het laten afweten. Het harde regime wordt voortgezet ondanks kritische vragen van inspecteur Hartmann.
Normaliter mag Erik op vijftienjarige leeftijd weg, maar op de dag van de maanlanding in 1969 vertelt de directeur hem dat hij tot zijn achttiende moet blijven. Als hij in opstand komt wordt hij in elkaar geslagen. Hij is er ernstig aan toe. Om zijn broer te redden gaat Elmer naar Kopenhagen en zoekt de lerares Lilian Hammershøj, die ontslag had genomen uit onvrede over de manier waarop bij Gudbjerg met de kinderen werd omgegaan. Samen gaan ze naar inspecteur Hartmann.

## Achtergrond
De film is gebaseerd op werkelijke gebeurtenissen in het jongenshuis Godhavn in Tisvildeleje, dat model heeft gestaan voor het fictieve Gudbjerg. In 2010 kwam het Godhavn-rapport uit, het eerste Deense onderzoek naar kindermishandeling in weeshuizen. Het onderzoek werd ingesteld nadat de publieke omroep DR in 2005 een documentaire uitzond waarin voormalige weeskinderen en personeelsleden beschuldigingen uitten van misbruik, verwaarlozing en medische experimenten met psychofarmaca bij de pupillen van Godhavn in de jaren zestig. In 2019 ontvingen de slachtoffers een officiële verontschuldiging van premier Mette Frederiksen. De roman Drengen fra Godhavn van Ole Tornbjerg uit 2015 heeft eenzelfde thematiek als Der kommer en dag.

## Rolbezetting
- Lars Mikkelsen - directeur Frederik Heck
- Sofie Gråbøl - lerares Lilian Hammershøj
- Harald Kaiser Hermann - Elmer
- Albert Rudbeck Lindhardt- Erik
- Laurids Skovgaard Andersen - Thøger & voice-over
- Lars Ranthe - leraar Toft Lassen
- Søren Sætter-Lassen - leraar Aksel
- Jens Jørn Spottag - inspecteur
- David Dencik - inspecteur Hartmann
- Sonja Richter - moeder van Erik en Elmer
- Paw Henriksen - oom van Erik en Elmer
- Solbjørg Højfeldt - mevrouw Oskarson
- Lucas Helt Mortensen - Røde
- Oskar Damsgaard - Topper

## Filmprijzen
De film won de Robert 2017 voor beste film, scenario (Søren Sveistrup), mannelijke bijrol (Lars Mikkelsen), vrouwelijke bijrol (Sofie Gråbøl), kostuumontwerp en product design. Bovendien kreeg Lars Mikkelsen de Bodil 2017 voor beste mannelijke bijrol. 